# Лейн, Артур Блисс
Артур Блисс Лейн (англ. Arthur Bliss Lane) (16 июня 1894 — 12 августа 1956) — американский дипломат (1917—1947), посол США в Польше (1945—1947).

## Дипломатическая карьера
В 1917—1919 годах — секретарь посольства США в Риме, 1919 — секретарь американского представительства в Варшаве, руководимого Хью С. Гибсоном (англ. Hugh Simons Gibson), 1920 — в Лондоне, где работал как секретарь поочерёдно под руководством послов: Д. У. Дэвиса (англ. John William Davis), а в дальнейшем Д. Б. Харвея (англ. George Harvey). Из Лондона должен был быть переведён в Буэнос Айрес, но состояние здоровья его супруги стало причиной того, что его перевели в Берн в Швейцарию, где А. Блисс Лейн работал вместе с Джозефом К. Греем (англ. Joseph Clark Grew). Вместе с повышением по службе Грея на должность Государственного Секретаря в 1923 году, также и А. Блисс Лейн вернулся в Вашингтон.
Как Самнер Уэллес (англ. Benjamin Sumner Welles), с которым Блисс Лейн вёл оживлённую переписку, так и сам Франклин Делано Рузвельт называл молодого дипломата, каковым был тогда Блисс Лейн, попросту: «Артуром». Его дальнейший путь быстрого повышения по службе по ступенькам дипломатической карьеры включал представительства в Европе и в Южной Америке. В 1933 году А. Блисс Лейн был назначен американским послом в Никарагуа, где принял активное участие противодействуя замыслам свержения правительства Хуана Баутисты Сакасы. Три года спустя, в 1936 году, в том же самом ранге был представителем США в балтийских странах: Литве, Латвии и Эстонии. Год спустя он очутился уже в Югославии. В 1941 году под его опеку перешло представительство в Коста-Рике, а в 1942 году А. Блисс Лейн был назначен послом США в Колумбии.

## Посол США в Польше
21 сентября 1944 года президент Рузвельт назначил Блисса послом США при польском правительстве в Лондоне, однако ввиду вступления Красной Армии на территорию Польши, Блисс так никогда в этом качестве в Лондон и не поехал, в соответствии с предписанием начальства ожидая в Вашингтоне дальнейшего развития ситуации.
Посол без посольства старался получить как можно больше информации не только о Польше, но и о касающихся её американских планах. 7 июня 1944 года с американским президентом о польских делах беседовал Станислав Миколайчик. 20 ноября своих 5 минут удостоился также и Блисс Лейн. Он так впоследствии вспоминал ход этих переговоров:

«Я сказал, что, по моему мнению, сейчас самым насущным было бы оказание нажима на советское правительство, с тем, чтобы поддержать независимость Польши, и добавил, что если мы не продемонстрируем нашу силу в минуту, когда имеем самые мощную армию, флот и военно-воздушные силы в мире, и как раз тогда когда президент получил очередной мандат от общества — не знаю, будем ли тогда когда-нибудь ещё сильнее. На что президент отозвался резко и с нотой сарказма — „Ты хочешь, чтобы я пошёл на войну с Россией?“ Я ответил, что не это имел в виду, а только то, чтобы мы должны занять жёсткую линию и не сходить с неё, и тогда, есть уверенность того, что мы достигнем наших целей. Я понял, что у президента было отличное от нашего видение свободной Польши. Президент сказал, что имеет полное доверие к словам Сталина и высказал уверенность, что тот от них не откажется».
Оригинальный текст (пол.)„Powiedziałem, że w mojej opinii bardzo istotnym byłoby wywieranie nacisku na rząd sowiecki, by podtrzymać niezależność Polski i dodałem, że jeśli nie zademonstrujemy naszej siły w chwili, gdy mamy największą armię, marynarkę i siły powietrzne na świecie, a prezydent otrzymał właśnie kolejny mandat od swojego społeczeństwa – nie wiem czy kiedykolwiek będziemy silniejsi. Na co prezydent odpowiedział ostro i z nutą sarkazmu – „Czy chcesz bym poszedł na wojnę z Rosją?” Odpowiedziałem, że nie to miałem na myśli, lecz to, by przyjąć ostrą linię i z niej nie schodzić, wówczas, miałem pewność, osiągnęlibyśmy nasze cele. Zaobserwowałem, że prezydent miał inną wizję wolnej Polski od naszej. Prezydent powiedział, że ma pełne zaufanie do słów Stalina i miał pewność, iż ten się z nich nie wycofa".

13 февраля, то есть сразу после окончания Ялтинской конференции, госсекретарь США Джозеф К. Грей[прояснить] сделал заявление, из которого следовало, что Артур Блисс Лейн останется в Вашингтоне, ожидая дальнейшего развития ситуации. 5 апреля 1945 Блисс Лейн направил Э. Стеттиниусу меморандум, где рекомендовал проинформировать американское общественное мнение об ухудшении американо-советских отношений, особенно в связи с Польшей. После смерти Рузвельта, его преемник подтвердил назначение Блисс Лейна на должность посла США в Польше. 4 июля Блисс Лейн, который настойчиво добивался встречи с новым госсекретарем — Джеймсом Ф. Бирнсом, был им принят. Блисс Лейн ушёл со встречи разочарованным, так как фактически не получил возможности обсудить «одну из наиболее щекотливых тем стоящих перед США» накануне Потсдамской конференции. Ещё более унизительной для Блисс Лейна получилась следующая встреча с Д.Бирнсом в Париже 6 июля 1945 года. Пойманный перед гостиницей послом, выведенный из терпения госсекретарь ответил ему, закрывая дверь автомобиля: «Слушай Артур, эти дела просто-напросто меня не интересуют. Я не хочу, чтобы ими забивали мне голову». В Варшаву американский дипломат прибыл лишь 1 августа 1945 года, по пути, по собственной инициативе, остановившись на ночь в Потсдаме, где продолжались заседания Большой тройки.
Лейн находился в Польше с 1 августа 1945 года до 24 февраля 1947 года, в течение всего этого времени руководя делами посольства, размещённого в комнатах варшавской гостиницы «Полония». Из вопросов поднимаемых послом, которые составляли суть американо-польских двухсторонних отношений, самыми существенными были: парламентские выборы, которые в соответствии с решениями Ялты и Потсдама должны были быть «свободным и беспрепятственным» голосованием, проблема предоставления Временному Правительству Национального Единства кредитов в размере 90 миллионов долларов, компенсация за национализированное американское имущество, освобождение из тюрем лиц, заявивших о своём американском гражданстве, а также свобода освещения событий в Польше американскими журналистами.
Выборы 1947 года
19 января 1947 года, вместе с британским послом — Виктором Кавендиш-Бентинским (англ. Victor Cavendish-Bentinck) — Блисс Лейн организовал 16 групп, наблюдавших за ходом голосования на территории Польши. В результате этой акции в Вашингтон и Лондон поступили обстоятельные доклады, в которых однозначно утверждалось, что выборы в Польше были нарушением решений Ялты и Потсдама, и которые были охарактеризованы как «насилие и обман». В знак протеста против широкомасштабных фальсификаций выборов, Лейн покинул пост посла.

## В отставке (1947—1956)
По возвращении в США (он сам попросил об отставке) Блисс Лейн ушёл из дипломатической службы и занялся публицистикой, поднимая главным образом вопросы, касающиеся судьбы Польши. В 1947 году Блисс Лейн написал книгу, в которой обстоятельно описал то, что он расценивал как предательство Польши западными союзниками, отсюда и название книги: «Я видел преданную Польшу». Он считал ошибкой США и Британии неспособность сдержать своё обещание, данное Польше в том, что она после войны будет иметь свободные выборы. В 1949 году возглавил Американский комитет за расследование катынской бойни (англ. The American Committee for Investigation of the Katyn Massacre) . Принял активное участие в энергичной кампании по привлечению внимания американской общественности к катынской теме, выступая с речами и публикуя свои статьи. Как писал «Time» в ноябре 1951 года, отмечая его роль в создании комиссии Конгресса США по Катыни  :

Во время послевоенного периода советско-западной солидарности, русская версия была принята за истину. Трагедия катынского леса была почти забыта всеми — за исключением поляков. Но многие американские конгрессмены, побуждаемые своими избирателями польского происхождения и комитет, возглавляемый бывшим послом США в Польше, Артуром Блисс Лейном, упорно настаивали на новом расследовании Катыни. Этой осенью, комитет по процедурным вопросам создал специальную следственную комиссию во главе с демократом Раймондом Мадденом из Индианы, и убедил палату представителей разрешить выделить 20 000$ на расходы.
Оригинальный текст (англ.)During the postwar period of Soviet-Western cordiality, the Russian version became accepted as true. The Katyn Forest tragedy was all but forgotten—except by the Poles. But a number of U.S. Congressmen, urged on by their Polish-American constituents and a committee headed by former  U.S. Ambassador to Poland Arthur Bliss Lane, persistently urged a reinvestigation of Katyn. This fall, the Rules Committee appointed a special investigating committee with Democrat Raymond Madden of Indiana as chairman, got the House to authorize $20,000 for expenses.
Помимо этого Артур Блисс Лейн был членом, а нередко почётным председателем таких организаций антикоммунистического характера как, например:
- Common Cause Inc.,
- National Commitee for a Free Europe,
- Paderewski Testimonial Fund,
- J. McGrew National Committee for Free Europe (с 1949 Committee to Stop World Communism),
- National Committee of Operation Democracy,
- Institute of Fiscal and Political Education,
- Tolstoy Foundation (с 1954),
- DACOR Diplomatic and Consular Officers Retired.

Принимал также участие в работе Групп иностранных языков Республиканского национального комитета. (англ. Republican National Committee’s Foreign Language Groups). Был одним со спонсоров журнала англ. The Polish Review. В архиве дипломата находится большое число газетных статей свидетельствующих о его неуменьшающейся заинтересованности Польшей до самой смерти в 1956 году. Его архив был передан на хранение в англ. Yale University's Sterling Memorial Library.